# Mesogona rufescens
Mesogona rufescens är en fjärilsart som beskrevs av Scwingenschuss 1918. Mesogona rufescens ingår i släktet Mesogona och familjen nattflyn. Inga underarter finns listade i Catalogue of Life.